# Otto Günsche
Otto Günsche (Jena, Ducado de Sajonia-Weimar-Eisenach, Imperio alemán, 24 de septiembre de 1917 - Lohmar, Bonn, Alemania, 2 de octubre de 2003) fue un oficial alemán de las SS perteneciente al Begleitkommando SS des Führers en la función de edecán. Fue el asistente personal de Adolf Hitler, siendo, además, testigo de la muerte del líder alemán y el encargado de quemar su cadáver en el búnker de la Cancillería.

## Biografía
En 1931,  Günsche ingresa a las Juventudes Hitlerianas y en 1934, debido a su elevada estatura (2,00 metros) y su aspecto ario, además de otras aptitudes, hace que sea aceptado en las selectas filas de la división Leibstandarte Adolf Hitler de las SS con el número 257.773; en 1935 se afilia como miembro al Partido Nazi con el número de ficha 3.601.524.
En 1936, fue ascendido a SS Obersturmführer (teniente) y asignado al Begleitkommando SS des Führers en la Guardia Personal del Führer como ordenanza. En 1941 y 1942, estudió en la Academia de Oficiales de Bad Tölz; para después servir en el frente. Entre enero y agosto de 1943 trabajó como ayudante personal de Hitler y se convirtió en un orgullo e imagen del alemán de raza aria pura que tanto Hitler quería imponer, además llegó a ser uno de los miembros de las SS más cercano al líder junto a Heinz Linge. 
Combate en el frente como jefe de compañía de la división acorazada LSSAH; desde febrero hasta junio de 1944. Nuevamente sirve como ayudante personal de Hitler, ese año es ascendido a SS Sturmbannführer (mayor) y sale ileso del Atentado de Stauffenberg en la Guarida del Lobo. 
Recibió del mismo Hitler la orden de la cremación de su cadáver y el de su esposa Eva Braun una vez que estos se suicidaran. Günsche fue uno de los personajes presentes en el búnker de la Cancillería que escaparon junto a otras personalidades, como Traudl Junge.
Fue capturado por las tropas soviéticas que rodearon la ciudad y recluido el 2 de mayo de 1945 en una prisión militar soviética.  En 1950, es condenado a veinticinco años de prisión.  Se le interrogó sistemáticamente junto a Linge acerca de los detalles de la vida privada y personalidad de Hitler. Los resultados de dichos interrogatorio quedaron en poder de la NKVD.
En 1955, fue entregado a la República Democrática de Alemania donde estuvo detenido en Bautzen hasta mayo de 1956 cuando fue liberado bajo la iniciativa de Konrad Adenauer. Se fugó a la República Federal de Alemania donde fijó su residencia. Günsche junto a Gerda Christian, con quien mantuvo contacto, fueron unos de los pocos miembros personales de Hitler que se negaron a brindar detalles públicos de sus vivencias durante el Tercer Reich y que no escribieron memorias o publicaciones posguerra sobre Hitler.
El 2 de octubre de 2003 falleció de un infarto agudo de miocardio, en Lohmar, cerca de Bonn, Alemania, a los 86 años.